# Hunger Pains
Hunger Pains es el segundo episodio de la quinta temporada y cuadragésimo cuarto episodio a lo largo de la serie de drama y ciencia ficción de TNT Falling Skies. Fue escrito por Marc Dube y dirigido por Olatunde Osunsanmi. Fue estrenado el 5 de julio de 2015 en Estados Unidos.
Un ataque sorpresa Skitter deja a la 2nd Mass sin alimentos; Maggie, Ben, Pope y Sara van en busca de suministros; Maggie hace falsas promesas; Tom y Anne hacen un descubrimiento.

## Argumento
La 2nd Mass se queda sin suministros de comida después de repeler un ataque Skitter. Tom está preocupado por la salud de Hal después de una visión en la que lo ve al borde la muerte. Mientras tanto, Maggie, Sara, Pope y Ben se ofrecen a ir a un misión de búsqueda de suministros a una empacadora cercana y Weaver le dice a Tom que los soldados no pueden dejarse llevar por sus emociones después de descubrir a Anthony torturando a un Skitter. En la empacadora, Pope y Sara intentan aconsejar a Ben y Maggie sobre su triángulo amoroso y encuentran a Caitlin, una chica que ha estado viviendo en el lugar junto a su hermano Brian, quien ha sido skitterizado. Maggie le promete a Caitlin ayudar a revertir el estado de su hermano si los deja llevar comida a la 2nd Mass. Mientras tanto en el campamento, Hal se desvanece y enciende las alertas. Anne examina el insecto que salió del cuerpo de Tom gracias a la ayuda de un microscopio construido por Matt y descubre que es una mutación Skitter y Espheni y tiene los ojos humanos. Cuando el insecto escapa, ella y Tom deciden seguirlo y descubren un enorme enjambre de Skitters y Avispones.

## Elenco
| - Noah Wyle como Tom Mason. - Moon Bloodgood como Anne Glass. - Drew Roy como Hal Mason. - Connor Jessup como Ben Mason. - Maxim Knight como Matt Mason. - Colin Cunningham como John Pope. - Sarah Sanguin Carter como Maggie. - Mpho Koahu como Anthony. - Doug Jones como Cochise. - Will Patton como Daniel Weaver. | - Jennifer Ferrin como Rebecca Mason. - Taylor Russell como Evelyn. - Julia Sarah Stone como Caitlin. - Treva Etienne como Dingaan Botha. - Mira Sorvino como Sara. |

## Recepción

### Recepción de la crítica
Chris Carabott de IGN calificó al episodio como bueno y le otorgó una puntuación de 7.5 sobre 10, comentando: "La historia sobre "aprovechar su rabia" que se ha desarrollado con Tom y varios de los soldados continúa desarrollándose de una forma interesante. El curioso pequeño insecto que mordió a Tom la semana pasada terminó siendo más espeluznante de lo que se pensaba, aunque en la mejor manera posible. El triángulo amoroso vive otra semana pero creo que Maggie, Ben y Hal están tan cansados de él como el resto de nosotros".

### Recepción del público
En Estados Unidos, Hunger Pains fue visto por 1.82 millones de espectadores, recibiendo 0.4 millones de espectadores entre los 18 y 49 años, de acuerdo con Nielsen Media Research.